# Marco Cilli
Marco Cilli (Como, 6 luglio 2000) è un pattinatore italiano.

## Carriera sportiva
Attualmente campione Italiano insieme alla sua partner Nicole Calderari (Campionati Assoluti Italiani di Figura 2022 - Torino).
Inizia all'età di 6 anni ad apprendere i primi passi sul ghiaccio in Svizzera. Originario di Como, nel 2019 si trasferisce definitivamente a Milano per consolidare la sua esperienza sotto la guida dell'allenatrice Barbara Fusar Poli.

## Record nazionali
Medaglia D'Oro ai Campionati Assoluti Italiani Torino 2022.
Medaglia D'Argento ai Campionati Assoluti Italiani Egna 2021.
Medaglia D'Oro ai Campionati Assoluti Italiani 2017.
Medaglia D'Oro ai Campionati Assoluti Italiani 2015.